# Viking Line
Viking Line is een Finse rederij die een vloot van veerboten en cruiseferries exploiteert tussen Finland, de Ålandeilanden, Zweden en Estland. De aandelen van Viking Line zijn genoteerd op de beurs van Helsinki. Viking Line wordt geëxploiteerd vanuit de Ålandeilanden.

## Geschiedenis

### Oorsprong
De geschiedenis van Viking Line gaat terug tot 1959, toen een groep zee- en zakenlieden afkomstig van de Finse Ålandeilanden de "Rederi Ab Vikinglinjen" oprichtten. Ze kochten een door stoomkracht aangedreven autoferry SS Dinard uit het Verenigd Koninkrijk, ze hernoemden haar tot SS Viking en begonnen te varen op de route tussen Korpo (Finland), Mariehamn (Åland) en Gräddö (Zweden). In hetzelfde jaar begon de in Gotland gevestigde Rederi AB Slite een dienst tussen Simpnäs (Zweden) en Mariehamn.
In 1962 verliet een groep mensen Rederi Ab Vikinglinjen door een meningsverschil en richtten een nieuwe onderneming op, Rederi Ab Ålandsfärjan. Deze rederij begon in 1963 een dienst begon die Gräddö en Mariehamn met elkaar verbond.
Al snel realiseerden de drie maatschappijen, die alle drie concurreren om passagiers tussen Ålandeilanden en Zweden, zich dat zij op de lange termijn allemaal te lijden hadden onder de onderlinge concurrentie. In 1965 begonnen Vikinglinjen en Slite samen te werken en eind juli 1966 werd Viking Line opgericht als marketingbedrijf voor alle drie de bedrijven. Op dat moment veranderde Rederi Ab Vikinglinjen hun naam in Rederi Ab Solstad, om verwarring met het marketingbedrijf te voorkomen. De rode kleurstelling van de romp werd overgenomen van Slite's Ålandspilen service (waarvan het was ontleend aan de kleur van de lippenstift van de vrouw van de voorzitter). In 1967 veranderde Rederi Ab Ålandsfärjan haar naam in SF Line en in 1977 werd Rederi Ab Solstad gefuseerd tot haar moedermaatschappij Rederi Ab Sally.

### 1967 - 85
Omdat Viking Line slechts een marketingbedrijf was, behield elke eigenaar zijn eigen vloot en kon hij kiezen op welke routes hij zijn schepen instelt (natuurlijk was er ook coördinatie van de dienstregeling en dergelijke). De schepen van elk bedrijf waren gemakkelijk te onderscheiden door hun naam: alle schepen van Sally hadden een "Viking" voorvoegsel op hun naam, Slite nam hun namen aan uit de Romeinse en Griekse mythologieën, terwijl de namen van SF Line eindigden met -ella ter ere van directeur Gunnar Eklund's vrouw Ellen Eklund.
In de jaren zeventig breidde Viking zich sterk uit en haalde Silja Line als grootste scheepvaartconsortium op de Noordelijke Oostzee in. Tussen 1970 en 1973 namen Slite en Sally vijf bijna identieke schepen in ontvangst, namelijk MS Apollo en MS Diana voor Slite en MS Viking 1, MS Viking 3 en MS Viking 4 voor Sally, die bij Meyer Werft Duitsland werden gebouwd. MS Viking 5, geleverd in 1974, was een vergrote versie van hetzelfde ontwerp. Deze zogenaamde Papenburgse zusters kunnen worden beschouwd als een van de meest succesvolle scheepsontwerpen aller tijden (de scheepswerf bouwde drie extra zusters van het oorspronkelijke ontwerp voor Transbordadores voor scheepsdiensten in Mexico: Coromuel, Puerto Vallarta en Azteca). In 1973 ging Viking Line van start op de route Turku-Mariehamn-Stockholm, die voor het eerst rechtstreeks met Silja Line concurreerde. Het jaar daarop begon Sally met Vikinglijnverkeer tussen Helsinki en Stockholm. De volgende tien jaar bleef deze route in hun handen, terwijl op andere routes de drie maatschappijen samen opereerden.
In de tweede helft van de jaren zeventig was Sally duidelijk de dominante partner in de vereniging van tijdelijke aard. In 1980 namen ze 3 nieuwe veerboten in ontvangst (MS Viking Saga, MS Viking Sally en MS Viking Sally en MS Viking Song), de grootste die onder de kleuren van Viking line hebben gevaren. Hierdoor werd hun machtspositie ten opzichte van de andere partners verder versterkt, hoewel SF Line de nieuwe MS Turella en MS Rosella in 1979-80 en Slite MS Diana II in 1979 wel in ontvangst nam. Begin jaren tachtig begon Sally hun activiteiten uit te breiden naar andere wateren, waardoor het bedrijf failliet ging omdat die activiteiten grotendeels onrendabel waren en Sally uiteindelijk niet in staat was te investeren in nieuwe tonnage voor de Vikinglijndienst.

### 1985 - 93
In 1985 werd een nieuw blad omgeslagen in de geschiedenis van Viking Line toen SF Line's gloednieuwe MS Mariella, destijds de grootste veerboot ter wereld, MS Viking Song verving op Helsinki-Stockholm, waarmee het monopolie van Sally op de route werd gebroken. Het jaar daarop nam Slite de zus van Mariella, MS Olympia, in ontvangst en dwong Sally het verkeer in Helsinki-Stockholm volledig uit te schakelen. Terwijl SF Line en Slite extra nieuwbouwplannen hadden, bevond Sally zich financieel in een zeer slechte positie en in 1987 kochten Effoa en Johnson Line, de eigenaren van Silja Line, Sally. SF Line en Slite dwongen Sally dan ook om het consortium Viking Line te verlaten.
Tussen 1988 en 1990 nam SF Line drie nieuwe schepen in ontvangst (MS Amorella, MS Isabella en MS Cinderella) terwijl Slite er twee in ontvangst nam (MS Athena en MS Kalypso). Helaas ging Wärtsilä Marine, de scheepswerf die een van de nieuwbouw van SF Line en beide Slite's bouwt, in 1989 failliet. SF Line vermijdt financiële gevolgen, hun Assepoester werd voortdurend betaald naarmate de bouw vorderde. SF Line was dus eigenaar van het bijna voltooide schip toen de scheepswerf failliet ging. Slite had echter een meer traditioneel type contract getekend, de Kalypso moest bij levering worden betaald. Aangezien de scheepswerf eigenaar was van het onvoltooide schip, leidde dit tot een stijging van de kosten voor de Kalypso - ongeveer 200 miljoen SEK meer dan oorspronkelijk was voorzien. Uiteindelijk had Viking Line, ondanks de financiële problemen, in 1990 de grootste en nieuwste cruisevloot ter wereld.
In 1989 begon Slite met de planning van MS Europa, dat de kroon op het bedrijf zou worden, de grootste en meest luxueuze cruiseferry ter wereld. Helaas kwam Zweden tijdens de bouw van het schip in een financiële crisis terecht, wat leidde tot een devaluatie van de Zweedse kroon. Dit betekende op zijn beurt dat de kosten voor de Europa met 400 miljoen SEK stegen. Toen de tijd rijp was om het nieuwe schip in ontvangst te nemen, beschikte Slite niet over de middelen om het te betalen en hun belangrijkste financiers (de Zweedse Nordbanken, die ook de belangrijkste financiers van Silja Line waren) weigerden hen het benodigde geld te lenen. Uiteindelijk kwam het schip in de vloot van Silja Line terecht en moest Slite in 1993 failliet gaan.

### 1993 - 2010
Na het faillissement van Rederi AB Slite bleef SF Line als enige operator achter onder het merk Viking Line. De overige twee Slite schepen, Athena en Kalypso, werden in augustus 1993 geveild. SF Line deed een bod op de Kalypso, maar beide schepen werden uiteindelijk verkocht aan de nieuw opgerichte Maleisische cruiseschipmaatschappij Star Cruises. In 1995 veranderde SF Line hun naam in Viking Line.
Tussen 1994 en 1996 exploiteerde de maatschappij een snelle veerdienst van Helsinki naar Tallinn tijdens de zomers op gecharterde catamaranschepen. In 1997 kochten zij MS Silja Scandinavia van Sea-Link Shipping AB en hernoemde zij haar MS Gabriella voor de Helsinki-Stockholm-dienst. Er is gemeld dat rond dezelfde tijd plannen werden gemaakt om een paar nieuwe schepen te bouwen voor de Helsinki-Stockholm-dienst, zodat Viking op die route beter kon concurreren met Silja, maar de plannen werden opgeschort.
In 2006 heeft Sea Containers Ltd - dat in 1999 de belangrijkste eigenaar was geworden van Silja Line - Silja Line en hun dochteronderneming SeaWind Line voor de verkoop, met uitzondering van GTS Finnjet en MS Silja Opera, die onder het directe eigendom van Sea Container werden overgedragen en uiteindelijk verkocht. Viking Line bracht een bod uit op hun belangrijkste concurrent, maar werd overboden door de Estse Tallink.
Het eerste nieuwe schip dat voor Viking Line werd gebouwd sinds Slite's MS Kalypso in 1990, MS Viking XPRS, was in 2005 besteld bij Aker Finnyards als antwoord op de groeiende concurrentie van Tallink op de route Helsinki-Tallinn. De Viking XPRS kwam uiteindelijk in april 2008 in dienst voor Viking. Een tweede nieuw schip werd besteld in januari 2007, toen Viking Line aankondigde dat ze een bestelling hadden geplaatst voor een 15.000 GT ferry op de Spaanse scheepswerf Astilleros de Sevilla. De projectnaam van het schip, dat de MS Rosella op de route Mariehamn-Kapellskär zou hebben vervangen, was Viking ADCC. Oorspronkelijk werd de oplevering verwacht voor maart 2009, maar nadat de oplevering van het schip meerdere malen was uitgesteld, besloot Viking Line op 8 februari 2010 om het contract volledig te annuleren.

### 2010 - heden
Nils-Erik Eklund ging in juli 2010 met pensioen als CEO van Viking Line. Hij werd vervangen door Mikael Backman, die eerder met Royal Caribbean werkte. In interviews heeft Backman aangegeven dat hij hoopt functies van Caribische cruiseschepen aan Vikinglineschepen te introduceren en de routes van Viking Line te gaan verkopen aan Noord-Amerikaanse klanten als een nieuwe cruise-ervaring.
Tijdens een seminar in januari 2010 verklaarde Backman dat Viking Line met negen verschillende scheepswerven onderhandelde over de mogelijkheid om een paar van 60.000 GT schepen te bouwen ter vervanging van Amorella en Isabella op de Turku-Stockholm dienst. De mogelijkheid om gebruik te maken van LPG-motoren en andere emissiereducerende technologieën werd naar verluidt onderzocht, terwijl volgens Mikael Backman de schepen verschillende kenmerken zouden hebben die vergelijkbaar zijn met die aan boord van cruiseschepen zoals de MS Oasis of the Seas van Royal Caribbean International. Verwachte opleveringsdata voor de schepen waren mei 2012 en februari 2013.
In oktober 2010 tekende Viking Line een intentieverklaring met STX Turku voor een 57.000 GT cruiseferry voor de route Turku-Stockholm Twee maanden later werd de formele bestelling voor het nieuwe schip geplaatst. Het nieuwe schip, gedoopt tot Viking Grace, werd op 6 maart 2012 klaar en op 10 augustus te water gelaten. Het schip is in januari 2013 in dienst gekomen. Viking Line had een optie voor een zusterschip, maar kondigde in mei 2012 aan dat ze besloten hebben het niet te bouwen.
Viking Line onthulde in november 2016 dat er een intentieverklaring was getekend met de Chinese scheepswerf Xiamen Shipbuilding voor de bouw van een 63.000 GT cruiseferry die bij oplevering de Amorella in de Vikinglijnvloot zou vervangen. Het nieuwe schip zou LNG-aangedreven zijn en uitgerust zijn met Flettner-rotors om het brandstofverbruik te verminderen.